# Moritz Neumark

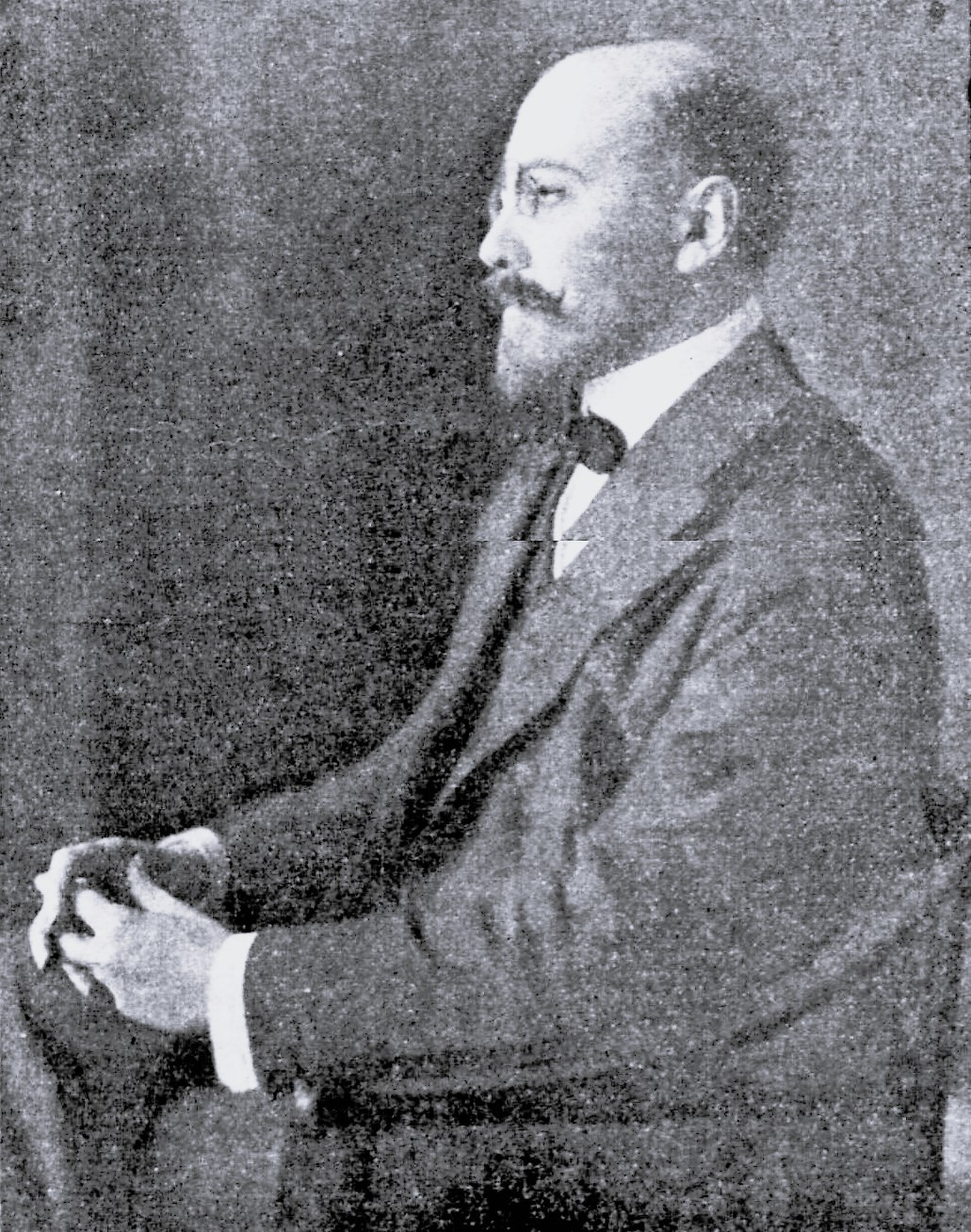
Moritz Neumark

Moritz Neumark (* 2. Juni 1866 in Wittmund; † 25. Februar 1943 im KZ Theresienstadt, eigentlich Moses Lazarus Neumark) war ein deutscher Industrieller jüdischer Herkunft, Inhaber mehrerer Patente in der Montanindustrie und Politiker. Er prägte von 1905 bis 1934 die Geschichte der ehemaligen Hochofenwerk Lübeck AG im Stadtteil Herrenwyk, des einst größten Arbeitgebers der Hansestadt Lübeck.

## Leben
Moritz Neumark war der Sohn des Kaufmanns Philip Abraham Neumark und seiner Frau Julchen Neumark, geborene Levy. Die Eltern führten das Manufakturwarengeschäft der Firma A. J. Neumark Söhne in Wittmund (Ostfriesland), wo die Familie Neumark seit mehreren Generationen ansässig war. Das Ehepaar hatte zehn Kinder; Moritz wurde als sechstes Kind geboren. Fritz Neumark war sein Neffe.
Moritz Neumark besuchte die Oberrealschule in Oldenburg (Niedersachsen). Nach dem Abitur studierte er Hüttenwesen an der Technischen Universität Berlin und der Technischen Universität Dresden sowie Chemie in Jena. Während seines Studiums wurde er 1885 Mitglied der Burschenschaft Cheruscia Dresden. 1891 wurde er in Jena promoviert.
Nach dem Studium arbeitete er in Oberschlesien und unternahm eine mehrmonatige Studienreise durch europäische Länder. 1895 baute er im Auftrag der Huldschinskyschen Hüttenwerke in Gleiwitz ein Stahl- und Walzwerk in Zawiercie, das damals zu Russisch-Polen gehörte, auf. Aus dem Jahr 1898 stammt sein erstes Patent zum doppelten Gichtverschluss für Hochöfen.

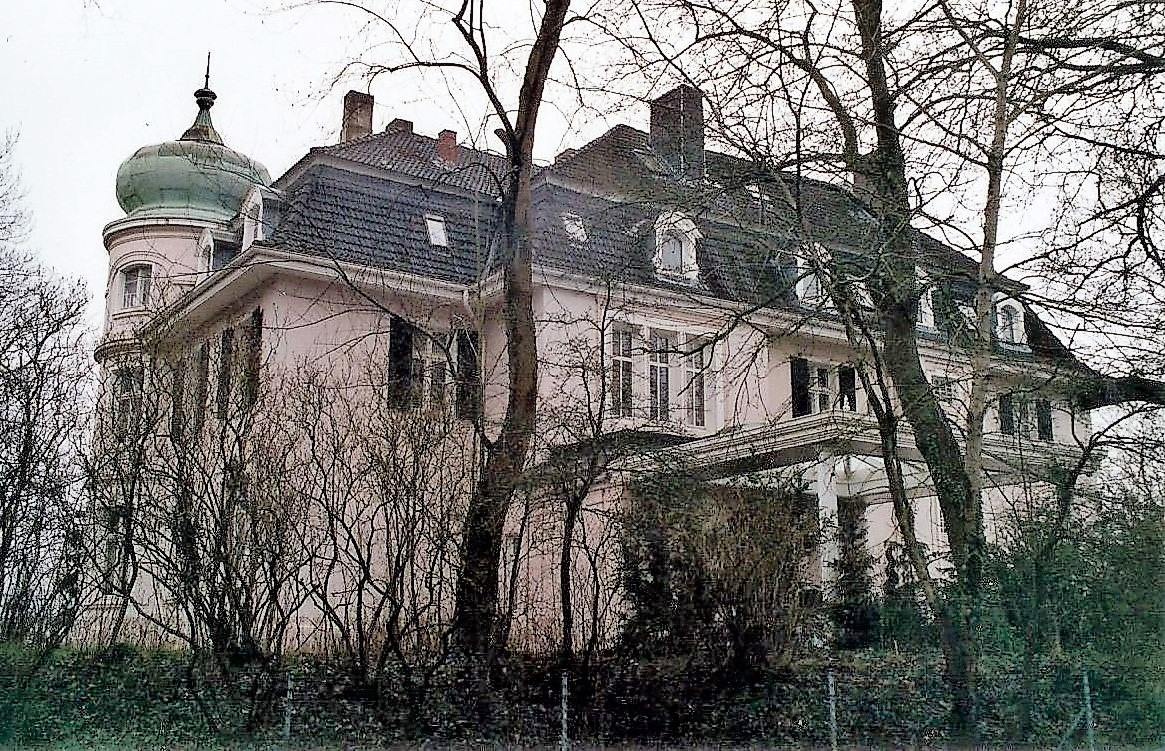
Neumarks Wohn- und Direktionsvilla am damaligen Herrenwyk 2

1905 förderte der Lübecker Industrieverein die Errichtung eines Hochofenwerks an der Trave.
Er berief Neumark in das „Komitee für die Errichtung einer Hochofenanlage bei Lübeck“. Zusammen mit dem kaufmännischen Direktor Carl Schlömer bildete Neumark ab Dezember 1905 den Vorstand der am 7. November 1905 gegründeten Hochofenwerk Lübeck AG. Am 8. Mai 1906 wurde der Grundstein für den ersten Hochofen gelegt. Von September 1906, als Schlömer ausschied, bis 1934 war Neumark als Generaldirektor alleiniger Vorstand der Aktiengesellschaft.
Im Februar 1919 wurde Neumark als Kandidat der Deutschen Demokratischen Partei (DDP) in die Lübecker Bürgerschaft, die Stadtvertretung der Hansestadt, gewählt. Bis 1926 gehörte er als Bürgerschaftsmitglied der Fraktion der Deutschen Volkspartei (DVP) an, danach bis zu seinem Ausscheiden 1929 dem Hanseatischen Volksbund. Insbesondere setzte er sich für einen Generalbebauungsplan der Industrieansiedlungen in den Lübecker Vororten Kücknitz, Herrenwyk, Siems und Dummersdorf ein. Sein Ziel war es, die Wohn- und Lebensbedingungen der Bevölkerung zu verbessern. Er förderte Kunst und Kultur Lübecks. So führt die Stiftertafel von 1921 des Behnhauses, des Lübecker Museums für Kunst- und Kulturgeschichte, seinen Namen auf. Bis zu seinem Ende September 1933 erzwungenen Austritt war er Mitglied der Gesellschaft zur Beförderung gemeinnütziger Tätigkeit.
Neumark war ab Februar 1906 Mitglied des Lübecker Industrievereins; von November 1910 bis 1933 gehörte er dem Vorstand an und war Vorsitzender, als dieser am 7. Juni 1933 geschlossen zurücktrat. Er gehörte dem Aufsichtsrat der Rawack & Grünfeld AG in Berlin an; im Hauptausschuss des Reichsverbandes der Deutschen Industrie war er stellvertretendes Mitglied, Vorstandsmitglied des Vereins Deutscher Eisenhüttenleute, dem heutigen Stahlinstitut VDEh, sowie des Vereins Deutscher Eisen- und Stahlindustrieller. Funktionen übernahm er außerdem im Seewasserstraßenbeirat der Reichswasserstraßenverwaltung und in der Vereinigung der Deutschen Arbeitgeberverbände.
In die Zeit Neumarks als Generaldirektor der Hochofenwerk Lübeck AG fiel der Produktionsbeginn von zwei Hochöfen und zwei Koksofengruppen im August 1907. Um 1909 wurde ein dritter Hochofen in Betrieb genommen. Das Unternehmen entwickelte sich unter seiner Leitung so fortschrittlich, dass die Zeitschrift des Vereins deutscher Ingenieure 1913 die „hohe Wirtschaftlichkeit“ lobte und von einer „sorgfältigen baulichen Durchbildung“ berichtete, die die Hütte als „Beispiel einer streng modernen Anlage“ erscheinen lasse, „das über die engeren Fachkreise hinaus Beachtung“ verdiene.
Gleichzeitig entstanden in Kücknitz und Herrenwyk für die zunehmende Zahl der Beschäftigten Werks- und Arbeiterkolonien sowie Meister- und Beamtenhäuser, die nach der Unternehmenshierarchie ausgestattet waren. Neumark lebte mit seiner Frau Ida, geb. Händler und den drei Kindern Hans, Susy und Lore in einer Direktorenvilla in größerer Entfernung.
Bei Beginn des Ersten Weltkriegs hatte das Hochofenwerk 944 Beschäftigte. Die Zahl nahm während des Krieges ab, stieg aber 1917/18 auf 1439. In den Nachkriegsjahren wurde das Hochofenwerk zu einem wichtigen Faktor der Streikbewegungen. 1930 traf die Weltwirtschaftskrise auch das Werk. Massenentlassungen wurden zum 1. April 1932 ausgesprochen, nur 300 bis 400 Arbeiter blieben. 1933 zeichnete sich eine Besserung ab, als die Nationalsozialisten die Macht übernahmen. Im Lübecker Senat forderten die Nationalsozialisten, die Leitung des Werks zu arisieren.

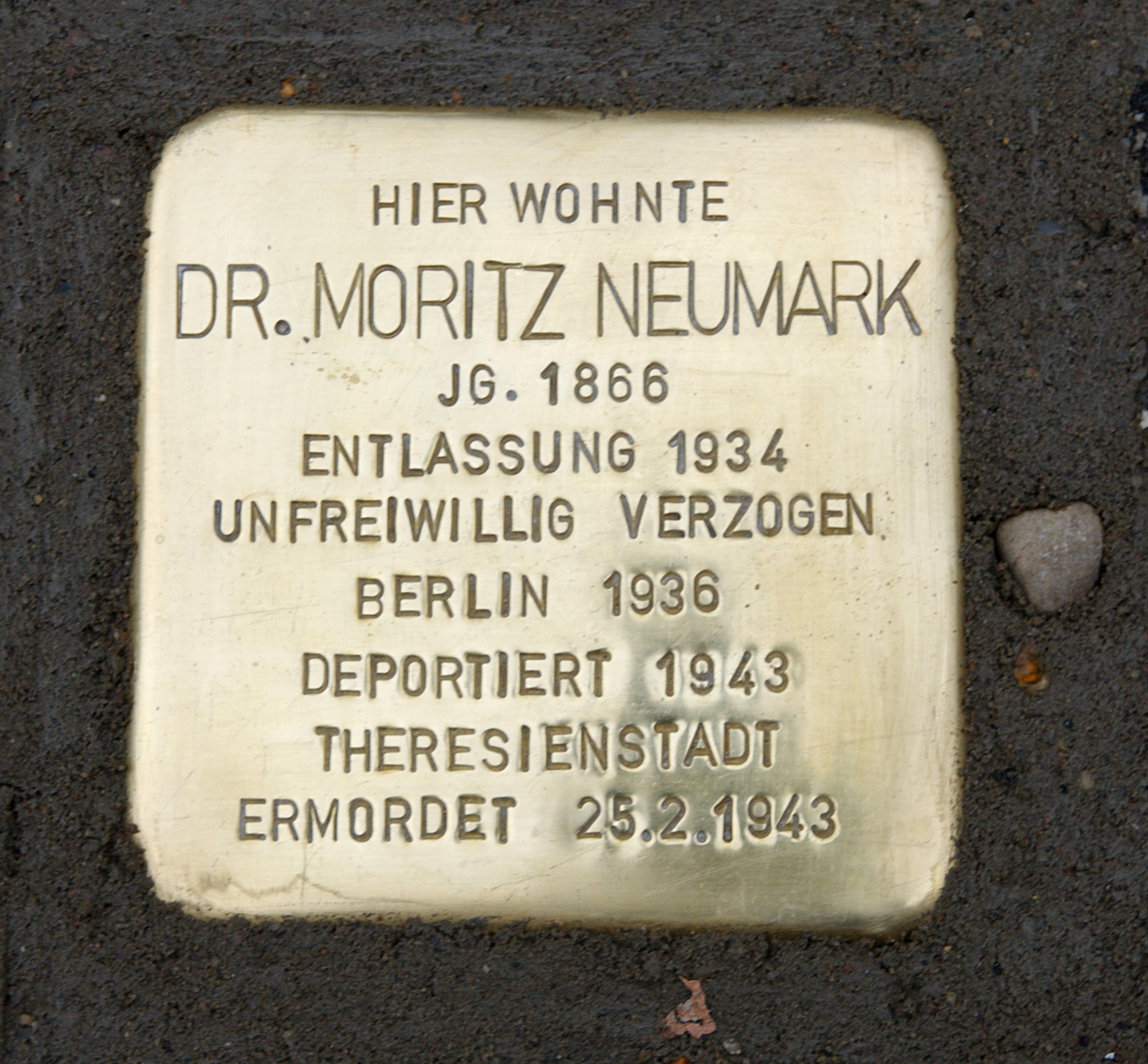
Stolperstein

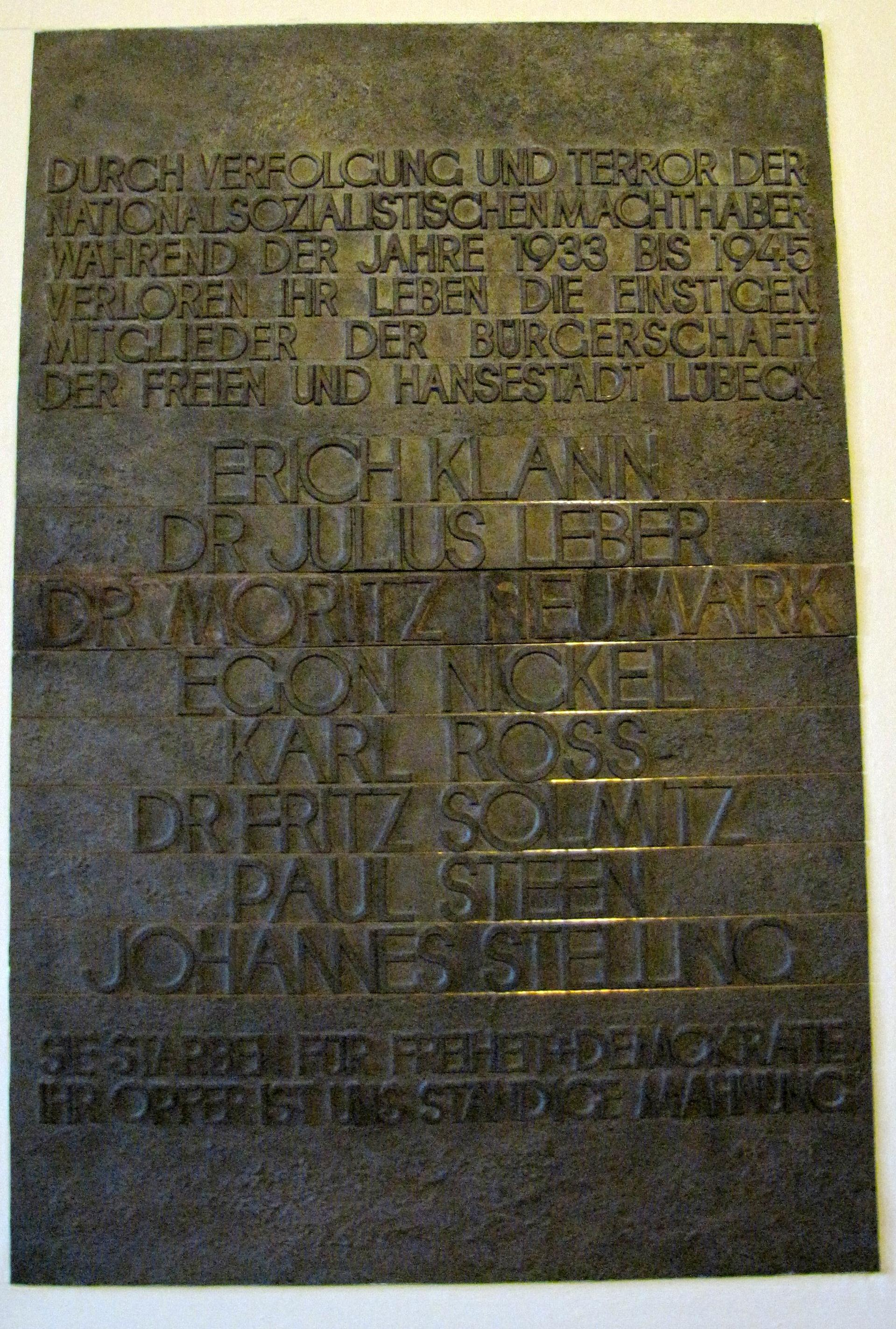
Gedenktafel im Lübecker Rathaus für die Bürgerschaftsmitglieder, die Opfer des Nationalsozialismus wurden

Neumark legte 1934 sein Amt als Generaldirektor nieder. Er zog aus der Herrenwyker Dienstvilla aus. Sein Sohn Hans blieb noch bis 1938 Chef der Kupferhütte und emigrierte dann in die USA, wo er bei Allied Chemical eine Anstellung fand und zum Experten für Raketentreibstoffe wurde. Auch dessen Schwestern Susanne und Eleonore entkamen dem Nationalsozialismus durch Emigration. 1936 zog Moritz Neumark mit seiner Frau nach Berlin-Grunewald. 1942 wurde das Ehepaar in das so genannte Altersghetto des KZ Theresienstadt deportiert, wo Neumark am 25. Februar 1943 starb. Seine Frau Ida gelangte im Februar 1945 durch den Einsatz des Internationalen Komitees vom Roten Kreuz (IKRK) in Folge der Vereinbarung Himmler–Musy in die Schweiz.
Die Stadt Lübeck ehrte Neumark, indem sie eine Straße in Herrenwyk nach ihm benannte. In der Straße Alt Herrenwyk 1 in Lübeck erinnert ein Stolperstein an sein Schicksal.
Die Hochofenwerk Lübeck AG firmierte ab 1954 als Metallhüttenwerk Lübeck AG und wurde 1958 in eine GmbH umgewandelt. Um 1965 setzte der Niedergang ein. 1981 ging sie in Konkurs.

## Auszeichnungen
- Ehrendoktor der RWTH Aachen (1922)

## Veröffentlichungen
- Über das Hygrin II. Über Thiodantoine. Dissertation Universität Jena 1891.